# MG 5 (2012)
MG 5 – samochód osobowy klasy kompaktowej produkowany pod brytyjsko-chińską marką MG od 2012 roku. Od 2020 roku produkowana jest druga generacja modelu.

## Pierwsza generacja

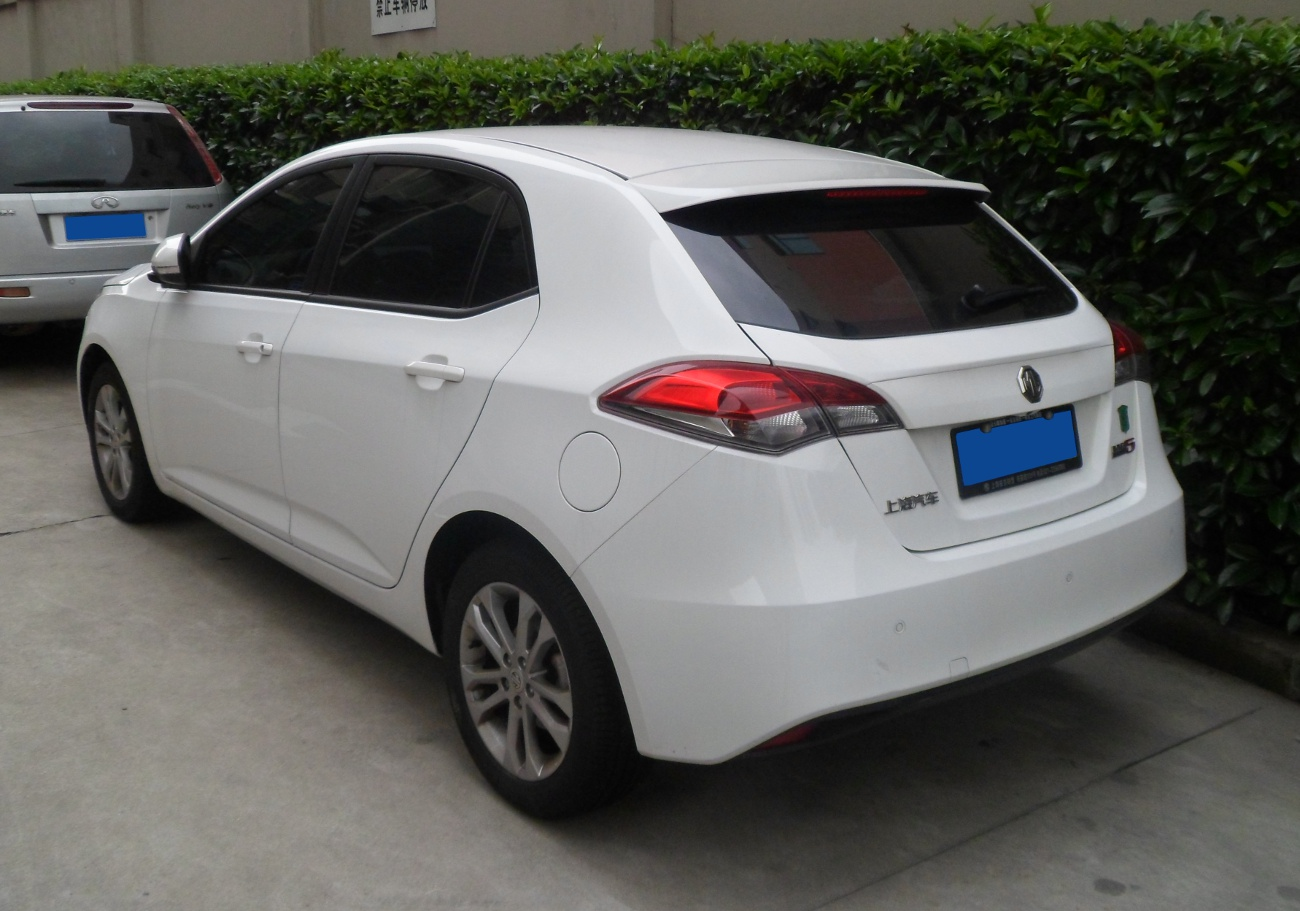
MG 5 I - tył

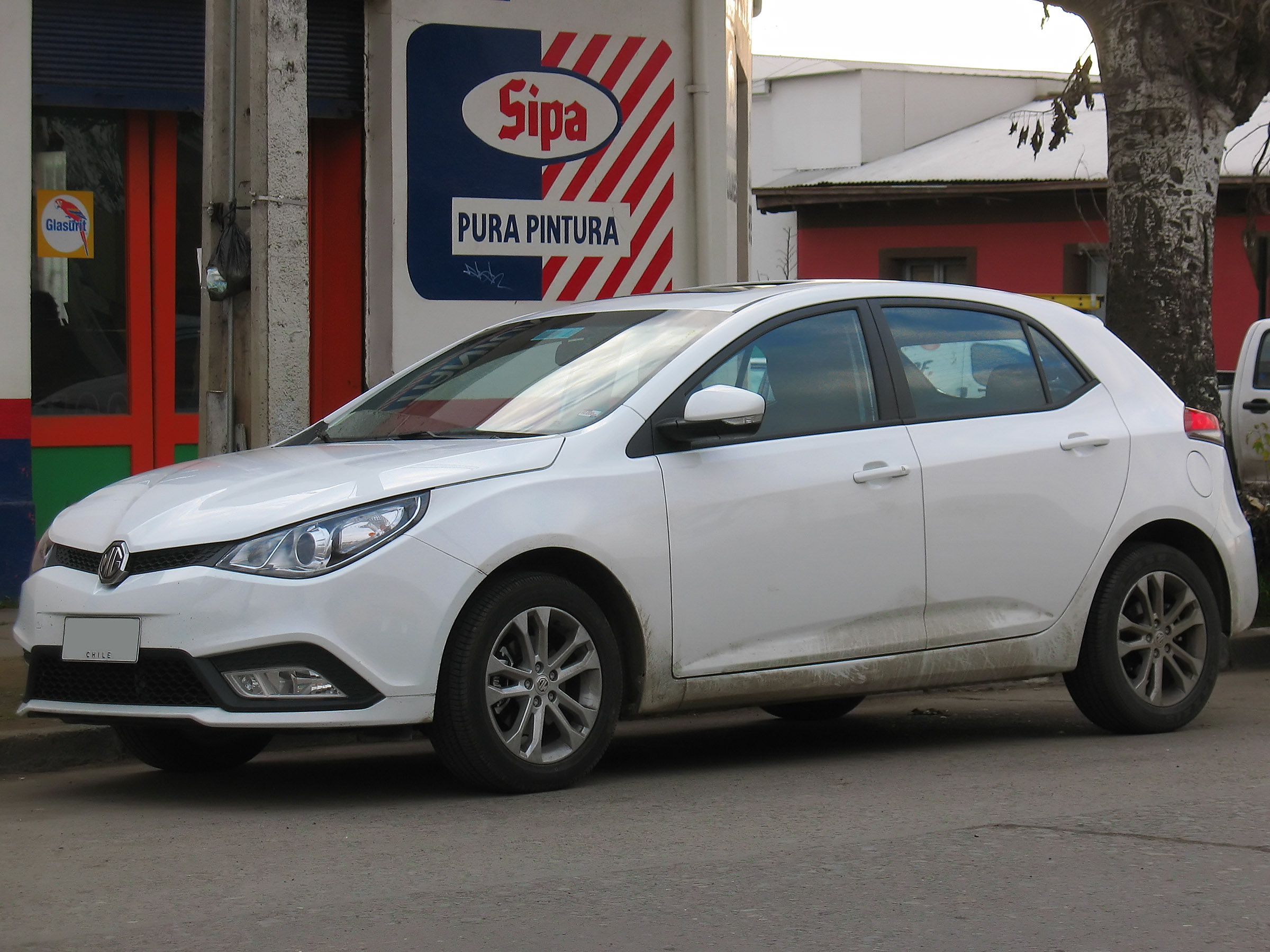
MG 5 I w Chile

MG 5 I zostało zaprezentowane po raz pierwszy w 2012 roku.
Studyjną zapowiedzią pierwszego kompaktowego hatchbacka zbudowanego przez MG pod kontrolą chińskiego koncernu SAIC był prototyp MG Concept 5, którego debiut miał miejsce w kwietniu 2011 roku. Produkcyjny model jako MG 5 zadebiutował w marcu 2012 roku, opierając się na skróconej platformie modelu MG 6, dzieląc ją razem z pokrewnym Roewe 350. Poza płytą podłogową, MG 5 zaadaptowało także gamę jednostek napędowych i szereg podzespołów technicznych.
Pod kątem wizualnym MG 5 zostało upodobnione do wcześniej przedstawionych modeli MG 5 i MG 3, dzieląc z nimi agresywnie ukształtowane reflektory i wąską atrapę chłodnicy z centralnie umieszczonym logo producenta, podobnie jak wzbogaconą licznymi przetłoczeniami linię nadwozia.
Gamę jednostek napędowych utworzyły czterocylindrowe silniki benzynowe o pojemności 1.5l. Podstawowa rozwijała moc 116 KM, z kolei mocniejsza dzięki turbodoładowaniu odznaczała się mocą 165 KM.

### Sprzedaż
MG 5 zbudowane zostało głównie z myślą o wewnętrznym rynku chińskim, gdzie cieszyło się ono umiarkowaną popularnością ze średnią sprzedażą roczną sięgającą kilka tysięcy sztuk rocznie. W kwietniu 2013 roku koncern SAIC rozpoczęło także eksport MG 5 do jedynego zagranicznego rynku w postaci Chile, gdzie zadebiutował on równolegle z większym MG 6.

### Silniki
- R4 1.5l 116 KM
- R4 1.5l Turbo 165 KM

## Druga generacja

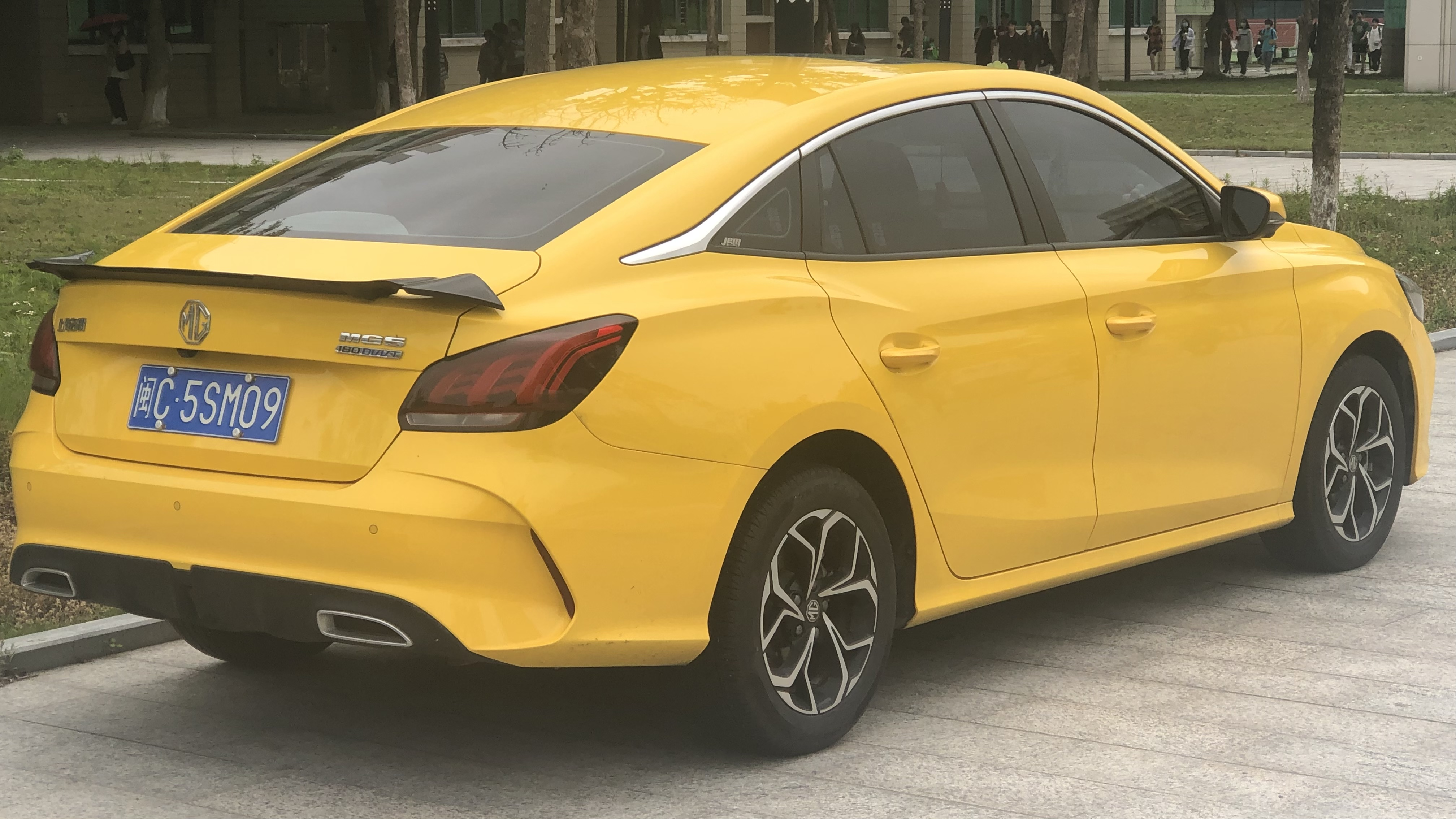
MG 5 II – tył

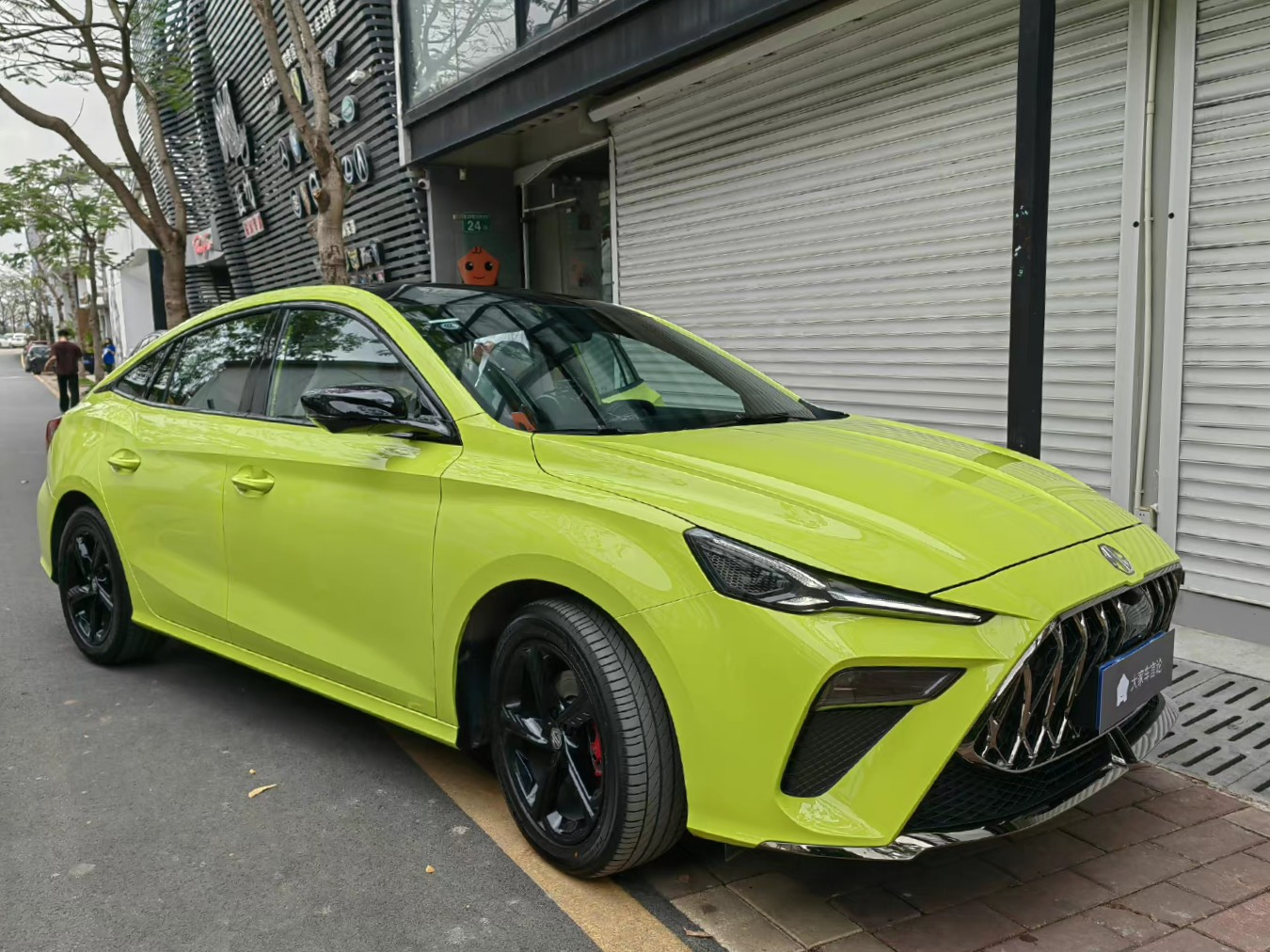
MG 5 II Scorpio

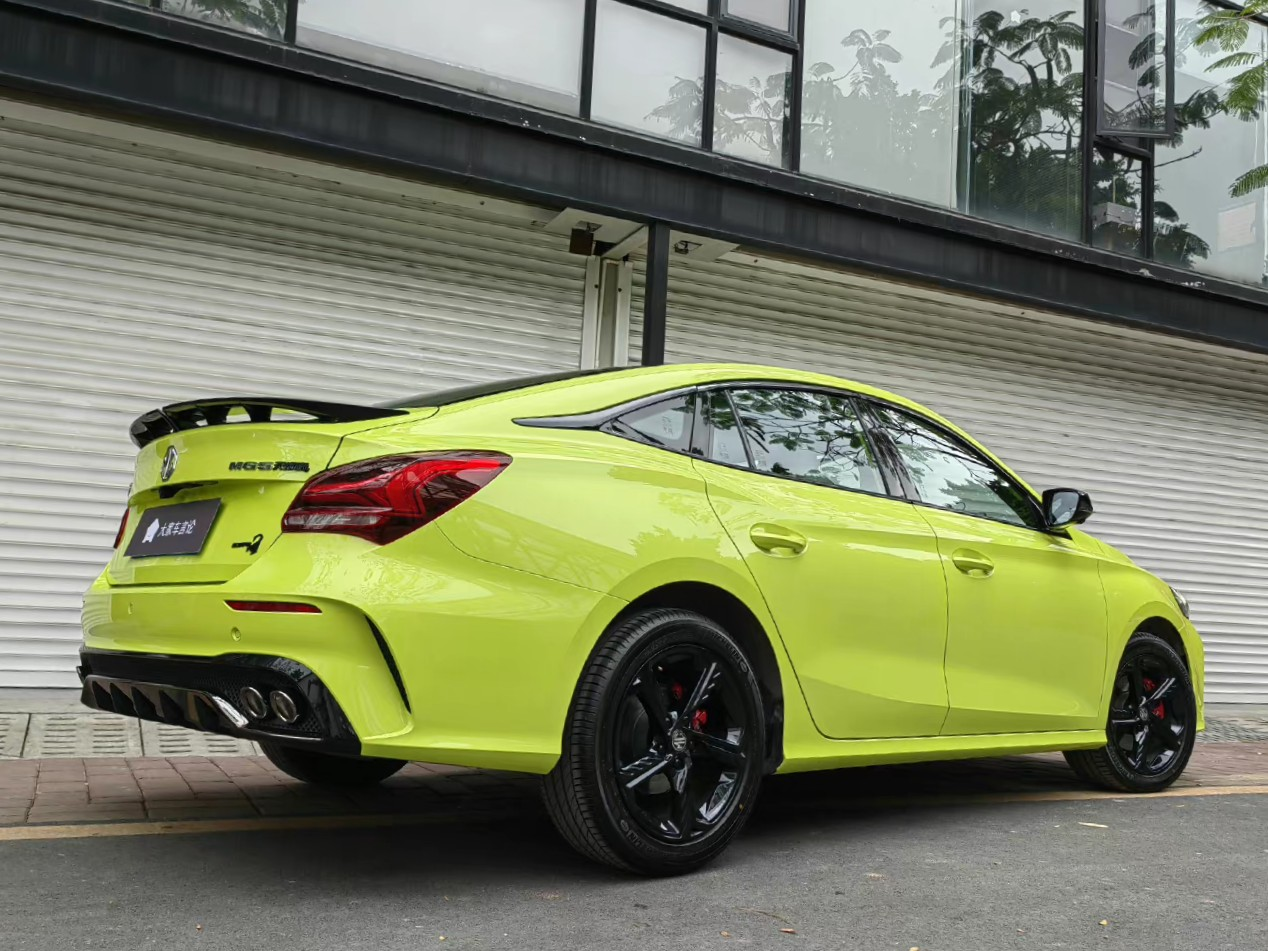
MG 5 II Scorpio – tył

MG 5 II zostało zaprezentowane po raz pierwszy w 2020 roku.
Po dwuletniej przerwie, we wrześniu 2020 roku koncern SAIC zdecydował się powrócić do stosowania nazwy MG 5 dla chińskiego rynku w postaci pokrewnej konstrukcji względem Roewe i5.
W przeciwieństwie do oferowanego w latach 2012–2018 kompaktowego hatchbacka, samochód przyjął postać 4-drzwiowego sedana stanowiącego odpowiedź na podobnej wielkości konkurencyjne konstrukcje takich marek jak Hyundai czy Toyota.
Pod kątem wizualnym samochód wdrożył nowy język stylistyczny MG trzeciej generacji, charakteryzując się bardziej awangardową stylizacją z ostro ukształtowanymi reflektorami i dużą, nisko osadzoną atrapą chłodnicy w kształcie odwróconego trapezu. Linia nadwozia wyróżniona została łagodnie opadającą linią dachu nawiązującą do samochodów typu fastback i coupé.
Pracując nad wyglądem kabiny pasażerskiej, zespół projektowy SAIC Design odstąpił od prostego wzornictwa stosowanego m.in. w modelach ZS i 6, wdrażając bardziej awangardowo stylizowaną deskę rozdzielczą ze zwróconą ku kierowcy konsoli centralnej. Zdominował ją wyświetlacz systemu multimedialnego nowej generacji, a zegary zastąpił kolejny ekran.

### Lifting
W sierpniu 2024 MG 5 II przeszło obszerną restylizację, która objęła głównie wygląd zewnętrzny. Pas przedno upodobniony został do kolejnej generacji miejskiego modelu 3, zyskując logo przeniesione na maskę, znacznie większy przedni sześciokątny wlot powietrza, a także inaczej ukształtowane, zadarte ku górze reflektory. Zmiany przeszła także tylna część nadwozia, gdzie pojedyncze klosze zastąpiły węższe, dwuczęściowe sięgające odtąd także klapy bagażnika.

### 5 Scorpio
W kwietniu 2023 zaprezentowana została głęboko zmodyfikowana wizualnie wersja Scorpio, która pod kątem wizualnym wyróżniła się obszernymi modyfikacjami: innymi, dwurzędowymi reflektorami o bardziej agresywnym kształcie, obszerniejszym wlotem powietrza w formie trapezu, logo przeniesionym na krawędź zderzaka, a także tylnym dyfuzorem oraz poczwórną końcówką wydechu. Dodatkowo na klapie bagażnika znalazł się spojler, a chromowane akcenty pomalowano na czarno. Producent zastosował też inny projekt deski rozdzielczej, z innym kołem kierownicy oraz zintegrowanym panelem cyfrowych wskaźników oraz ekranu systemu multimedialnego. Do napędu wykorzystano turbodoładowany, 1,5-litrowy silnik benzynowy o mocy 181 KM.

### Sprzedaż
Samochód w pierwszej kolejności zadebiutował na rynku chińskim, gdzie jego sprzedaż rozpoczęła się w ostatnim kwartale 2020 roku jako MG 5. Samochód zdobył dużą popularność, w samym grudniu 2020 roku zdobywając więcej nabywców, niż poprzednie MG 5 sprzedawało się rocznie – 15 tysięcy kontra mniej niż 10 tysięcy sztuk. W październiku 2020 roku MG potwierdziło, że poprzedzając od 2021 roku MG 5 będzie produkowane także w Tajlandii. Poza lokalnym rynkiem, samochód w 2021 roku pod nazwą MG GT samochód wzbogacił ofertę na Bliskim Wschodzie, a rok później – także w Chile, przywracając tę nazwę do użytku po 5 latach przerwy. W 2023 roku rozpoczął się eksport do Australii i Nowej Zelandii, gdzie pod koniec tego samego roku kontrowersje wywołał zły wynik testów zderzeniowych ANCAP skutkujący 0 gwiazdkami.

### Silniki
- R4 1.5l 118 KM
- R4 1.5l Turbo 173 KM
- R4 1.5l Turbo 181 KM